# Relaciones España-Lituania
Las relaciones España-Lituania son las relaciones bilaterales entre estos dos países. Estados miembros de la Unión Europea (UE), ambos forman parte del espacio Schengen y de la eurozona. Son también miembros de la Organización del Tratado del Atlántico Norte (OTAN). 

## Relaciones diplomáticas

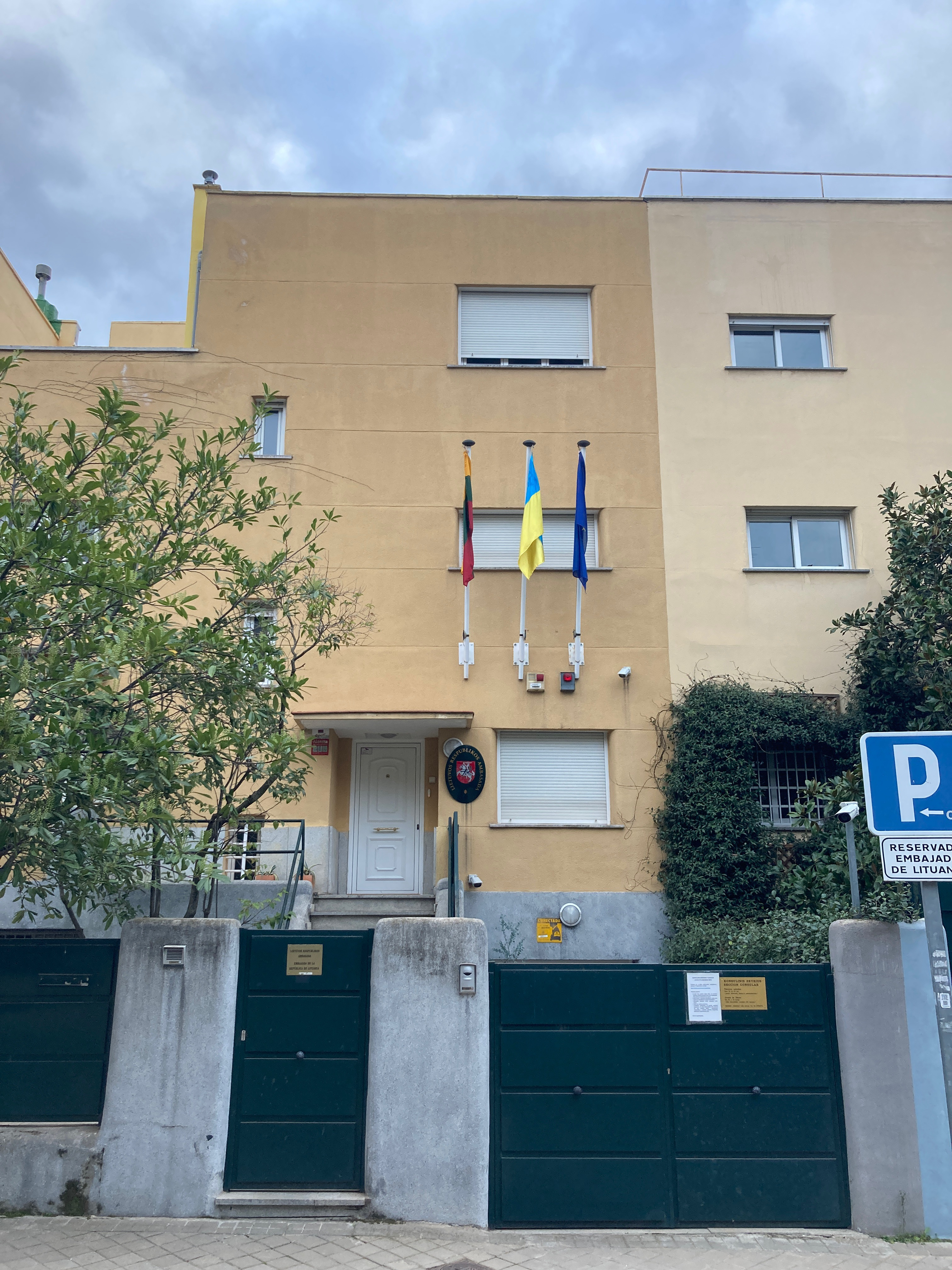
Embajada de Lituania en Madrid durante la invasión rusa de Ucrania de 2022.

España reestableció relaciones diplomáticas con Lituania tras su independencia el 7 de septiembre de 1991, y acreditó – hasta la apertura de la Embajada residente en 2004 – al Embajador de España en Copenhague, Dinamarca.
Las relaciones bilaterales han sido tradicionalmente buenas, pero de intensidad limitada. El ingreso de Lituania en la OTAN el 29 de marzo de 2004, y en la Unión Europea el 1 de mayo de 2004, junto con la apertura de una Embajada de España residente en marzo de 2004 (la de Lituania en España abrió en 1995), permiten augurar una intensificación de dichos vínculos, como lo es la inmigración creciente de lituanos a España (se estima en unos 20.000).
Lituania es de interés creciente para España debido al fortalecimiento de la dimensión nórdica y báltica de la Unión Europea que supuso la ampliación de la misma en el 2004. En este sentido, la cooperación bilateral entre ambos se ha reforzado por el estatuto de observador de España en el Consejo de Estados ribereños del mar Báltico (CBSS, en sus siglas en inglés), desde 2009.
España y Lituania comparten muchos intereses en el seno de la Unión Europea, como son la defensa de los Principios de Cohesión y Solidaridad, la construcción de infraestructuras energéticas que eviten el aislamiento de determinados países, la necesidad de una dotación presupuestaria adecuada para la Unión o la importancia que concede al control de las fronteras externas de la Unión.
Cabe destacar también, que Lituania fue el único país báltico que participó en la Expo Internacional de Zaragoza de 2008 donde este país estuvo representado el pabellón “la Casa de la Lluvia” que visitó el primer ministro lituano en el día nacional de Lituania en la Expo. El interés de este país por estar presente en eventos de carácter internacional se puso ya de manifiesto con su presencia en la Expo Universal de Sevilla de 1992, apenas un año después de haber recuperado su independencia.

## Relaciones económicas
Las relaciones bilaterales comerciales entre España y Lituania son modestas aunque con una tendencia de aumento de las exportaciones españolas. Mientras que en 2011 y 2012 la balanza comercial fue deficitaria para España, desde 2013 es excedentaria para este país. También se observa un aumento de las cifras absolutas en ambos sentidos. Así, en 2013 las exportaciones españolas a Lituania aumentaron hasta los 313,8 millones de Euros y en 2014 (datos hasta noviembre) ya habían ascendido hasta los 333 millones de Euros.

## Cooperación
La cooperación española con Lituania, por tratarse de un país miembro de la Unión Europea, ha estado y está orientada principalmente al fortalecimiento institucional y a la formación de capital humano. En este sentido, España ha participado en 9 proyectos Twinning de la Unión Europea:
1. Fortalecimiento de las capacidades administrativas y técnicas para fomentar la libre circulación de mercancías (AENOR).
2. Fortalecimiento de la capacidad de la administración lituana en materia de Política Pesquera Común (Ministerio de Agricultura, Pesca y Alimentación).
3. Fortalecimiento de la lucha contra la demanda ilícita de drogas y reducción de la capacidad de suministro (Ministerio del Interior).
4. Fortalecimiento de las capacidades del Ministerio de Agricultura e instituciones relacionadas para gestionar y administrar el Acervo comunitario en materia agrícola (PAC) y desarrollo rural (MAPA). (Proyecto liderado por Dinamarca).
5. Mejora de los Servicios Públicos (Universidad Complutense).
6. Examen y puesta en marcha del Programa Nacional Anticorrupción. Preparación y estrategias del sector anticorrupción y planes de acción. (Fiscalía anticorrupción).
7. Lucha contra el fraude que afecta a los intereses financieros de la Unión Europea. Formación en técnicas y procedimientos de investigación. (Programa Phare Multicountry – liderado por el CGPJ y la Fiscalía Anticorrupción).
8. Establecimiento de la oficina SIRENE lituana y su infraestructura necesaria (Ministerio del Interior).
9. Fortalecimiento de las capacidades del Ministerio de Agricultura e instituciones relacionadas en el ámbito de la pesca.

La Embajada de España también organizó, en coordinación con el Ministerio de Asuntos Exteriores de Lituania y del Ministerio de Economía y Hacienda español, un Seminario sobre la Gestión de Fondos Estructurales y de Cohesión, el 26 de noviembre de 2004 en los locales de la Embajada, dirigido a las administraciones locales, regionales e institucionales lituanas.
La Embajada de España también coordinó, junto con el Ministerio de Asuntos Exteriores de Lituania y del Ministerio de Economía y Hacienda, la organización de un seminario sobre fondos estructurales a fin de presentar la experiencia española en el uso de los mismos que se realizó en marzo de 2007 en Madrid y Toledo, y en el que participó la Agencia Central lituana de proyectos- CPVA (competentes en la ejecución de los fondos estructurales otorgados a este país).
ONG (cooperantes y voluntarios): residen en el país varios voluntarios religiosos pertenecientes al Opus Dei. También se han asentado varias familias misioneras al norte del país.
Cooperación en ámbitos de seguridad, humanitarios y de mantenimiento de la paz: la base normativa es el Protocolo de Cooperación entre el Ministerio de Defensa del Reino de España y el Ministerio de Defensa Nacional de la República de Lituania, firmado en Madrid el 25 de octubre de 2001. En el marco de esta cooperación en el ámbito de seguridad se encuadra la misión OTAN de protección del espacio aéreo báltico que desde el 1 de agosto hasta el 1 de diciembre de 2006 asumió el Ejército del Aire español desde la base de Siauliai. Entre enero y marzo de 2015 España colabora en esta misma misión con 4 Eurofighter del Ejército del Aire con base en la base de Amarï (Estonia).

## Misiones diplomáticas
- España tienen una embajada en Vilna desde diciembre de 2013.[2]
- Lituania tiene una embajada en Madrid[3] y consulados honorarios en La Coruña, Albacete, Almería, Barcelona, Bilbao, Santa Cruz de Tenerife y Valencia.[4]